# Feldbahn Hel
| Feldbahn Hel                                                                       | Feldbahn Hel                        |
| ---------------------------------------------------------------------------------- | ----------------------------------- |
| Diesellokomotive ZNTK 291 von 1955 im Juni 2014 Militärischer Gütertransport, 2014 |                                     |
| Streckenverlauf der Schmalspurbahn                                                 |                                     |
| Streckenlänge:                                                                     | 1934–1939: 37 km Um 2017: ca. 20 km |
| Spurweite:                                                                         | Um 1915: 750 mm Ab 1934: 600 mm     |
|                                                                                    |                                     |

Die Feldbahn Hel ist eine zum Teil noch militärisch genutzte Schmalspurbahn mit 600 mm Spurweite bei Hel auf der Halbinsel Hel (Putziger Nehrung).

## Geschichte
Um 1915 gab es bereits eine von den Deutschen verlegte batteriebetriebene Waldbahn mit einer Spurweite von 750 mm von Hel nach Heisternest auf der Halbinsel Hela, die für die Aufforstung und den Küstenschutz eingesetzt wurde. Fliegendes Gleis mit einer Spurweite von 600 mm wurde zum Transport der Setzlinge in die Schonungen sowie für den Fischfang eingesetzt. Die Schmalspurbahn wurde 1921 abgebaut, als ein Normalspurgleis nach Hel verlegt wurde.
In den 1930er Jahren bauten die Polen auf der Halbinsel eine militärische Festung und vernetzten die Bunker durch ein ausgedehntes Feldbahnnetz. Von 1934 bis 1939 wurden 37 km Schmalspurgleise mit einer Spurweite von 600 mm verlegt. 1950 wurden Teile der Befestigungsanlage überflüssig und dekommissioniert, wodurch ein Teil des Feldbahnnetzes abgebaut wurde.
Heute nutzt die polnische Marine noch 16,5 km des Feldbahnnetzes auf einer Strecke, die vom Hafen Hel zu einem Lager im Wald führt. Regelmäßigen Militärbahnverkehr gibt es nur auf einer 4 km langen Teilstrecke davon, die im für die Öffentlichkeit nicht zugänglichen Militärhafengebiet liegt. Dafür wurden 2016 zwei neue Dieselloks beschafft.

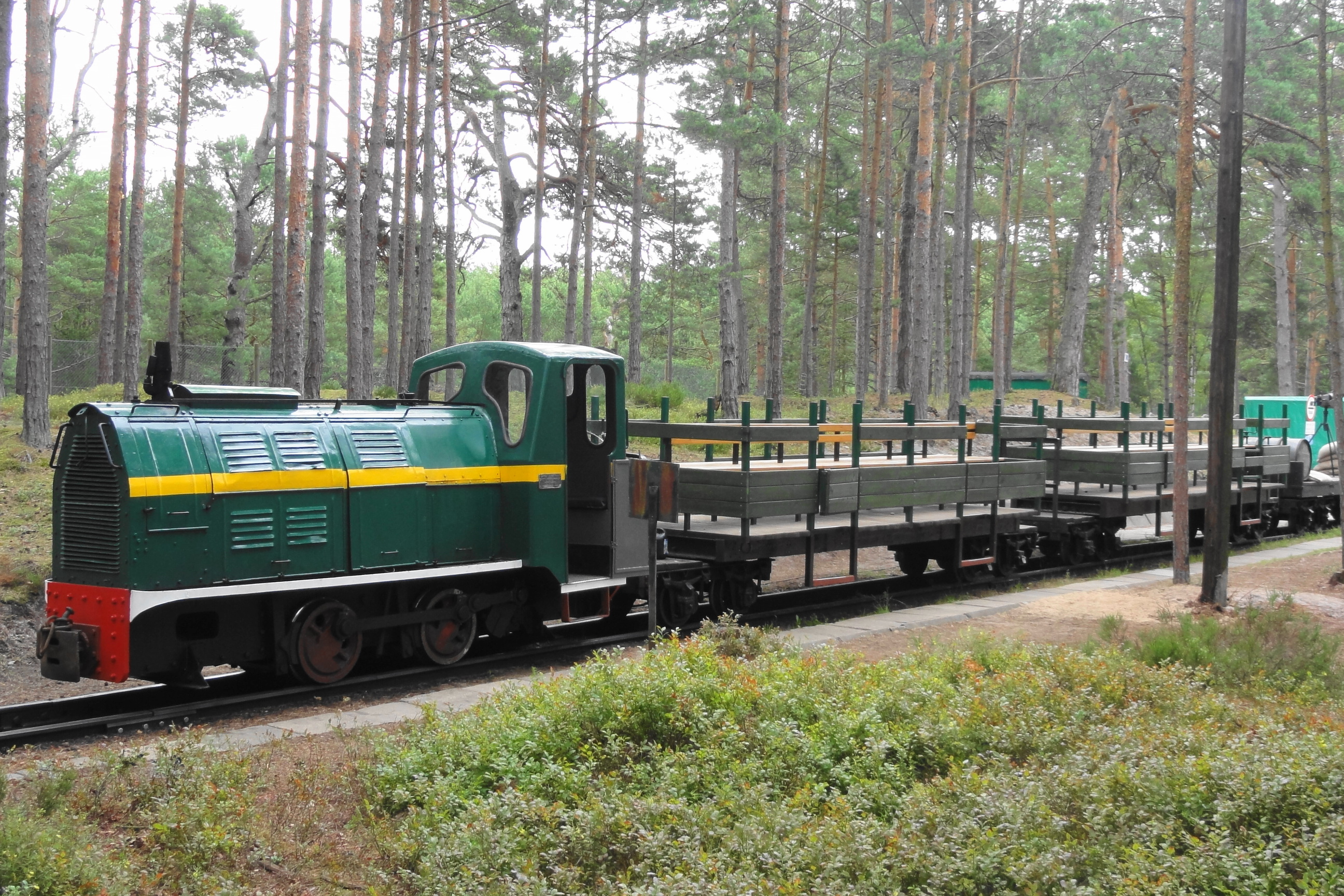
Museumseisenbahn

Am 1. Mai 2006 eröffnete das auf mehrere Standorte verteilte Küstenverteidigungs-Museum (Muzeum Obrony Wybrzeża). Am 1. Mai 2009 wurde der touristische Feldbahnverkehr auf einer 400 m langen Strecke zum Geschütz B3 Cezar aufgenommen. Ein weiterer 3 km langer Streckenabschnitt wurde 2013 hinter dem heute nur noch von Fußgängern genutzten Feldbahntunnel wieder in Betrieb genommen. Einer der Streckenabschnitte ist durch ein normalerweise verschlossenes Tor mit der militärisch genutzten Schmalspurbahn verbunden.

## Schienenfahrzeuge
Es gibt mehrere WLs40-Diesellokomotiven. Die historisch interessantesten Lokomotiven sind wohl die beiden Loks von Zakłady Ostrowieckie ZNTK 291 und ZNTK 308, beide Baujahr 1955. Außerdem gibt es eine polnische Marinelokomotive WP11-40372 (Werks-Nr. ZNTK 437 von 1956) und eine Feldbahnlok einer Ziegelei (Werks-Nr. ZNTK 462 von 1956), sowie die modernen Dieselloks der Marine.
Einige Güterwagen wurden aus Brigadewagen aus dem Ersten Weltkrieg umgebaut, indem die Wagenkästen verschmälert wurden, um sie an das enge Lichtraumprofil der Tunneldurchfahrten der Bunker anzupassen.